# Молодіжний чемпіонат Європи з футболу 2011 (кваліфікація)
Відбірковий турнір до  чемпіонату Європи з футболу серед молодіжних команд 2011 розпочався 27 березня 2009 року і тривав до 13 жовтня 2010 року. У ньому брали участь 52 збірні, що змагалися за сім місць у фінальному раунді, який пройде в Данії.

## Груповий етап
Матчі відбіркового раунду проводилися з 27 березня 2009 року по 7 вересня 2010 року. Переможці десяти груп відбіркового раунду і чотири найкращі збірні з числа тих, що фінішували в таблиці на другому місці, продовжили боротьбу в стадії плей-оф. При цьому для визначення найкращих других збірних враховувалися тільки матчі з командами, що фінішували на перших, третіх, четвертих і п'ятих місцях.

## Групи

### Учасники
Команди, які забезпечили місце в плей-офф, виділені зеленим кольором, в їх відповідних кваліфікаційних групах. Команди відсортовані за остаточними результатами кваліфікаційних матчів.
| Група 1                                        | Група 2                                    | Група 3                                        | Група 4                      | Група 5                                |
| ---------------------------------------------- | ------------------------------------------ | ---------------------------------------------- | ---------------------------- | -------------------------------------- |
| Румунія                                        | Швейцарія                                  | Італія                                         | Нідерланди Іспанія           | Чехія Ісландія                         |
| Росія Молдова Латвія Фарерські острови Андорра | Туреччина Грузія Вірменія Естонія Ірландія | Уельс Угорщина Боснія і Герцеговина Люксембург | Фінляндія Польща Ліхтенштейн | Німеччина Північна Ірландія Сан-Марино |

| Група 6                               | Група 7                         | Група 8                         | Група 9                             | Група 10                    |
| ------------------------------------- | ------------------------------- | ------------------------------- | ----------------------------------- | --------------------------- |
| Швеція                                | Хорватія                        | Україна                         | Греція Англія                       | Шотландія Білорусь          |
| Ізраїль Чорногорія Казахстан Болгарія | Словаччина Сербія Норвегія Кіпр | Бельгія Франція Словенія Мальта | Португалія Литва Північна Македонія | Австрія Албанія Азербайджан |

- 1) різниця м'ячів;
- 2) кількість голів;
- 3) кількість голів на виїзді;
- 4) рейтинг «фейр-плей»;
- 5) жеребкування.

Якщо після закінчення групового етапу дві або більше команд набрали однакову кількість очок, для визначення першості застосовувалися такі критерії:
- 1) кількість очок, набраних у матчах між даними командами;
- 2) різниця м'ячів у матчах між даними командами;
- 3) кількість забитих голів у матчах між даними командами;
- 4) кількість голів у матчах між даними командами, забитих гостями.

Якщо після застосування критеріїв 1, 2, 3 і 4 дві команди, як і раніше мають рівні показники, ці ж критерії застосовуються ще раз вже тільки для цих двох команд. Якщо і це не призводить до результату, застосовуються критерії 5 і 6.
- 5) результати всіх матчів у групі: 1) різниця м'ячів, 2) кількість забитих голів;
- 6) жеребкування.

### Група 1
| Команда           | І  | В | Н | П | ГЗ | ГП | РГ  | О  |
| ----------------- | -- | - | - | - | -- | -- | --- | -- |
| Румунія           | 10 | 8 | 1 | 1 | 23 | 6  | +17 | 25 |
| Росія             | 10 | 7 | 1 | 2 | 22 | 6  | +16 | 22 |
| Молдова           | 10 | 4 | 2 | 4 | 9  | 13 | -4  | 14 |
| Латвія            | 10 | 4 | 1 | 5 | 16 | 15 | +1  | 13 |
| Фарерські острови | 10 | 3 | 2 | 5 | 8  | 16 | -8  | 11 |
| Андорра           | 10 | 0 | 1 | 9 | 3  | 25 | -22 | 1  |

### Група 2
| Команда   | І  | В | Н | П | ГЗ | ГП | РГ | О  |
| --------- | -- | - | - | - | -- | -- | -- | -- |
| Швейцарія | 10 | 6 | 2 | 2 | 15 | 8  | +7 | 20 |
| Туреччина | 10 | 5 | 1 | 4 | 13 | 11 | +2 | 16 |
| Грузія    | 10 | 4 | 3 | 3 | 12 | 9  | +3 | 15 |
| Вірменія  | 10 | 4 | 1 | 5 | 18 | 19 | -1 | 13 |
| Естонія   | 10 | 3 | 3 | 4 | 9  | 16 | -7 | 12 |
| Ірландія  | 10 | 1 | 4 | 5 | 11 | 15 | -4 | 7  |

### Група 3
| Команда              | І | В | Н | П | ГЗ | ГП | РГ  | О  |
| -------------------- | - | - | - | - | -- | -- | --- | -- |
| Італія               | 8 | 5 | 1 | 2 | 12 | 5  | +7  | 16 |
| Уельс                | 8 | 5 | 1 | 2 | 15 | 6  | +9  | 16 |
| Угорщина             | 8 | 4 | 1 | 3 | 9  | 7  | +2  | 13 |
| Боснія і Герцеговина | 8 | 2 | 2 | 4 | 4  | 8  | -4  | 8  |
| Люксембург           | 8 | 1 | 1 | 6 | 2  | 16 | -14 | 4  |

### Група 4
| Команда     | І | В | Н | П | ГЗ | ГП | РГ  | О  |
| ----------- | - | - | - | - | -- | -- | --- | -- |
| Нідерланди  | 8 | 7 | 0 | 1 | 19 | 5  | +14 | 21 |
| Іспанія     | 8 | 6 | 1 | 1 | 15 | 5  | +10 | 19 |
| Фінляндія   | 8 | 3 | 1 | 4 | 11 | 7  | +4  | 10 |
| Польща      | 8 | 3 | 0 | 5 | 11 | 13 | -2  | 9  |
| Ліхтенштейн | 8 | 0 | 0 | 8 | 1  | 27 | -26 | 0  |

### Група 5
| Команда           | І | В | Н | П | ГЗ | ГП | РГ  | О  |
| ----------------- | - | - | - | - | -- | -- | --- | -- |
| Чехія             | 8 | 7 | 1 | 0 | 25 | 4  | +21 | 22 |
| Ісландія          | 8 | 5 | 1 | 2 | 29 | 11 | +18 | 16 |
| Німеччина         | 8 | 3 | 3 | 2 | 26 | 10 | +16 | 12 |
| Північна Ірландія | 8 | 2 | 1 | 5 | 12 | 16 | -4  | 7  |
| Сан-Марино        | 8 | 0 | 0 | 8 | 0  | 51 | -51 | 0  |

### Група 6
| Команда    | І | В | Н | П | ГЗ | ГП | РГ  | О  |
| ---------- | - | - | - | - | -- | -- | --- | -- |
| Швеція     | 8 | 6 | 1 | 1 | 15 | 5  | +10 | 19 |
| Ізраїль    | 8 | 5 | 1 | 2 | 18 | 8  | +10 | 16 |
| Чорногорія | 8 | 4 | 1 | 3 | 9  | 11 | -2  | 13 |
| Казахстан  | 8 | 1 | 2 | 5 | 7  | 17 | -10 | 5  |
| Болгарія   | 8 | 1 | 1 | 6 | 8  | 16 | -8  | 4  |

### Група 7
| Команда    | І | В | Н | П | ГЗ | ГП | РГ | О  |
| ---------- | - | - | - | - | -- | -- | -- | -- |
| Хорватія   | 8 | 5 | 2 | 1 | 17 | 10 | +7 | 17 |
| Словаччина | 8 | 4 | 2 | 2 | 11 | 1  | 0  | 14 |
| Сербія     | 8 | 4 | 1 | 3 | 14 | 12 | +2 | 13 |
| Норвегія   | 8 | 2 | 1 | 5 | 14 | 18 | -4 | 7  |
| Кіпр       | 8 | 2 | 0 | 6 | 8  | 13 | -5 | 6  |

### Група 8
| Команда  | І | В | Н | П | ГЗ | ГП | РГ  | О  |
| -------- | - | - | - | - | -- | -- | --- | -- |
| Україна  | 8 | 4 | 4 | 0 | 13 | 5  | +8  | 16 |
| Бельгія  | 8 | 4 | 3 | 1 | 8  | 5  | +3  | 15 |
| Франція  | 8 | 4 | 3 | 1 | 12 | 6  | +6  | 15 |
| Словенія | 8 | 2 | 2 | 4 | 6  | 10 | -4  | 8  |
| Мальта   | 8 | 0 | 0 | 8 | 0  | 13 | -13 | 0  |

### Група 9
| Команда            | І | В | Н | П | ГЗ | ГП | РГ  | О  |
| ------------------ | - | - | - | - | -- | -- | --- | -- |
| Греція             | 8 | 6 | 1 | 1 | 13 | 7  | +6  | 19 |
| Англія             | 8 | 5 | 2 | 1 | 15 | 7  | +8  | 17 |
| Португалія         | 8 | 4 | 1 | 3 | 12 | 8  | +4  | 13 |
| Литва              | 8 | 1 | 2 | 5 | 3  | 11 | -8  | 5  |
| Північна Македонія | 8 | 0 | 2 | 6 | 9  | 19 | -10 | 2  |

### Група 10
| Команда     | І | В | Н | П | ГЗ | ГП | РГ  | О  |
| ----------- | - | - | - | - | -- | -- | --- | -- |
| Шотландія   | 8 | 5 | 2 | 1 | 16 | 7  | +9  | 17 |
| Білорусь    | 8 | 5 | 2 | 1 | 16 | 11 | +5  | 17 |
| Австрія     | 8 | 4 | 2 | 2 | 17 | 11 | +6  | 14 |
| Албанія     | 8 | 1 | 1 | 6 | 11 | 20 | -9  | 4  |
| Азербайджан | 8 | 1 | 1 | 6 | 8  | 19 | -11 | 4  |

## Плей-оф
Перший матч плей-оф відбувся 9 жовтня 2010 року, а другий матч 13 жовтня 2010 року.
| Команда 1  | Заг.    | Команда 2 | 1-й матч | 2-й матч |
| ---------- | ------- | --------- | -------- | -------- |
| Англія     | 2–1     | Румунія   | 2–1      | 0–0      |
| Нідерланди | 3–3 (г) | Україна   | 1–3      | 2–0      |
| Іспанія    | 5–1     | Хорватія  | 2–1      | 3–0      |
| Швейцарія  | 5–2     | Швеція    | 4–1      | 1–1      |
| Ісландія   | 4–2     | Шотландія | 2–1      | 2–1      |
| Чехія      | 5–0     | Греція    | 3–0      | 2–0      |
| Італія     | 2–3     | Білорусь  | 2–0      | 0–3      |

### Рейтинг команд, що посіле друге місце
| Команда    | І | В | Н | П | ГЗ | ГП | РГ  | О  |
| ---------- | - | - | - | - | -- | -- | --- | -- |
| Іспанія    | 8 | 6 | 1 | 1 | 15 | 5  | +10 | 19 |
| Англія     | 8 | 5 | 2 | 1 | 15 | 7  | +8  | 17 |
| Білорусь   | 8 | 5 | 2 | 1 | 16 | 11 | -4  | 17 |
| Ісландія   | 8 | 5 | 1 | 2 | 29 | 11 | +18 | 16 |
| Ізраїль    | 8 | 5 | 1 | 2 | 18 | 8  | +10 | 16 |
| Уельс      | 8 | 5 | 1 | 2 | 15 | 6  | +9  | 16 |
| Росія      | 8 | 5 | 1 | 2 | 14 | 6  | +8  | 16 |
| Бельгія    | 8 | 4 | 3 | 1 | 8  | 5  | +3  | 15 |
| Словаччина | 8 | 4 | 2 | 2 | 11 | 11 | 0   | 14 |
| Туреччина  | 8 | 3 | 1 | 4 | 9  | 11 | -2  | 10 |

- 1) Всього очок
- 2) різниця м'ячів;
- 3) кількість голів;
- 4) кількість голів на виїзді;
- 5) рейтинг «фейр-плей»;
- 6) жеребкування.